# Elecciones presidenciales de Gabón de 1979
Las elecciones presidenciales de Gabón de 1979 se llevaron a cabo el 30 de diciembre, siendo las primeras elecciones presidenciales separadas de las legislativas. Omar Bongo, del Partido Democrático Gabonés, en ese entonces partido único del país, fue el único candidato sin oposición, y sin que se pudiera votar en contra de su candidatura, por lo que fue automáticamente reelecto con el 100% de los votos para el período 1980-1987.

## Resultados
| Candidato                          | Partido                            | Votos   | %    |
| ---------------------------------- | ---------------------------------- | ------- | ---- |
| Omar Bongo                         | Partido Democrático Gabonés        | 725.807 | 100  |
| Votos en blanco/anulados           | Votos en blanco/anulados           | 236     | –    |
| Total                              | Total                              | 726.043 | 100  |
| Votantes registrados/participación | Votantes registrados/participación | 726.079 | 99.9 |
| Fuente: African Elections Database |                                    |         |      |